# Alexssander Medeiros de Azeredo
Alexssander "Alex" Medeiros de Azeredo, född 21 augusti 1990 i São Gonçalo, är en brasiliansk fotbollsspelare som spelar för Al Bataeh.

## Karriär
Alex började sin seniorkarriär i Botafogo, med spel i den brasilianska högstadivisionen. 2012 lånades han ut till Joinville i den brasilianska andradivisionen. Säsongen 2012/2013 var Alex utlånad till Dibba Al Fujairah i Förenade arabemiraten. 2014 värvades han av Joinville, där han tidigare varit på lån. Under året spelade Alex även för Al Khaleej Club i Förenade arabemiraten. 2015 spelade han för thailändska Army United. 
I januari 2016 skrev Alex på för Resende FC. Kort därefter lånades han ut till Hammarby IF över hela säsongen 2016. Den 29 februari 2016 tävlingsdebuterade Alex i en cupmatch mot Ljungskile SK som Hammarby vann med 4–2, och där han även gjorde sitt första mål.